# Фурка (Воденско)
Вижте пояснителната страница за други значения на Фурка.
Фурка (на гръцки: Φούρκα) е бивше село в Република Гърция, на територията на дем Воден (Едеса), област Централна Македония.

## География
Селото е било разположено в северните склонове на планината Каракамен (на гръцки Вермио), южно от Владово (Аграс), под едноименния връх Фурка край изворите на река Марица.

## История
Фурка е българско село, разпаднало се в средата на XIX век. Жителите му се изселват в Техово.